# Liste der Kulturdenkmäler in Zahmen
Die folgende Liste enthält die in der Denkmaltopographie ausgewiesenen Kulturdenkmäler auf dem Gebiet des Ortsteils Zahmen der Gemeinde Grebenhain, Vogelsbergkreis, Hessen.
Hinweis: Die Reihenfolge der Denkmäler in dieser Liste orientiert sich an der Anschrift, alternativ ist sie auch nach der Bezeichnung oder der Bauzeit sortierbar.
Kulturdenkmäler werden fortlaufend im Denkmalverzeichnis des Landes Hessen durch das Landesamt für Denkmalpflege Hessen auf Basis des Hessischen Denkmalschutzgesetzes (HDSchG) geführt. Die Schutzwürdigkeit eines Kulturdenkmals hängt nicht von der Eintragung in das Denkmalverzeichnis des Landes Hessen oder der Veröffentlichung in der Denkmaltopographie ab.

| Bild | Bezeichnung                             | Lage                                                        | Beschreibung | Bauzeit | Objekt-Nr. |
| --- | --------------------------------------- | ----------------------------------------------------------- | --- | ------- | ---------- |
| Bild gesucht BW | Gesamtanlage Zahmen                     | Lage                                                        | |         |            |
| Bild gesucht BW |                                         | Am Moosbach 1 LageFlur: 1, Flurstück: 32/2                  | Hofanlage mit Bauteilen aus dem beginnenden 18., 19. und frühen 20. Jahrhundert |         |            |
| Backhaus in Zahmen, Ansicht von Norden, Aufnahme 2013                                                                                  | Backhaus                                | Am Moosbach 2 LageFlur: 1, Flurstück: 94                    | Basaltbruchsteinbau aus dem 19. Jahrhundert |         |            |
| Haus Moosbachstraße 5 in Zahmen, Ansicht von Südosten, Aufnahme 2013                                                                   |                                         | Am Moosbach 5 LageFlur: 1, Flurstück: 37                    | Fünfzoniger Einhof aus dem beginnenden 19. Jahrhundert, im Kern älter, Stallgebäude aus dem 19. Jahrhundert |         |            |
| Haus Moosbachstraße 7 in Zahmen, Ansicht von Osten, Aufnahme 2013                                                                      |                                         | Moosbachstraße 7 LageFlur: 1, Flurstück: 38                 | Große Hofanlage mit Wohnhaus von 1739 und späteren Erweiterungen des 19. und frühen 20. Jahrhunderts |         |            |
| Bild gesucht BW |                                         | Am Moosbach 9 LageFlur: 1, Flurstück: 39                    | Große Hofanlage in Winkelform, Wohnhaus vermutlich im beginnenden 18. Jahrhundert errichtet, Scheune von 1737 |         |            |
| Alte Schule in Zahmen, Ansicht von Süden, Aufnahme 2013                                                                                | Ehemaliges Schul- und Bethaus           | Am Schulberg 5 LageFlur: 1, Flurstück: 81                   | Zweigeschossiger und zweizoniger Fachwerkbau mit Dachreiter, um die Mitte des 18. Jahrhunderts errichtet, ehemaliges Schulhaus (bis 1954), zeitweilig Jugendpflegeheim der evangelischen Pfarrei Nieder-Moos (1955–1973) |         |            |
| Bild gesucht BW |                                         | Am Schulberg 6 LageFlur: 1, Flurstück: 71                   | Ehemalige Schmiedewerkstatt einer traufständigen verschindelten Hofanlage |         |            |
| Bild gesucht BW |                                         | Am Schulberg 10 LageFlur: 1, Flurstück: 68/1                | Früheres Hintersiedleranwesen, 1828 als Gemeinde- und Armenhaus erbaut | 1828    |            |
| Bild gesucht BW | Ehemalige riedeselische Revierförsterei | Am Steiger 2 LageFlur: 1, Flurstück: 8/1                    | 1922 im Heimatschutzstil errichteter Fachwerkbau |         |            |
| Haus Hosenfelder Straße 2 in Zahmen, Ansicht von Süden, Aufnahme 2013 · Eckfigur am Haus Hosenfelder Straße 2 in Zahmen, Aufnahme 2013 |                                         | Hosenfelder Straße 1 und 2 LageFlur: 1, Flurstück: 59, 64/1 | Dreizoniger Fachwerkbau, dem Gefüge nach im 17. oder beginnenden 18. Jahrhundert errichtet, Stall- und Scheunengebäude von 1912                                                                                          |         |            |
| Ehemalige Waldmühle bei Zahmen, Ansicht von Norden, Aufnahme 2013                                                                      | Ehemalige Waldmühle                     | Waldmühle 1 LageFlur: 4, Flurstück: 33                      | Dreizoniger Fachwerkbau des 18. Jahrhunderts, Mühlenbetrieb bis 1933 |         |            |
| Bild gesucht BW | Brücke über den Moosbach                | Außerhalb der Ortslage LageFlur: 4, Flurstück: 36/2         | Einbogige Brücke aus Basalt, 1858 errichtet, bis 1975 Teil der Ortsverbindungsstraße von Zahmen nach Blankenau | 1858    |            |